# Edmundo Paguaga Irías
Edmundo Paguaga Irías (Ocotal, Departamento de Nueva Segovia, 15 de junio de 1923 - ibídem, 1 de julio de 2008) fue un político nicaragüense que formó parte del triunvirato de la Junta Nacional de Gobierno (JNG) entre 1973 y 1974.

## Biografía
Militó en el Partido Conservador (PC) por el cual fue diputado en el Congreso Nacional por Nueva Segovia desde 1960 y se le apodó Piojo peinado. Se firmó el Pacto Kupia-Kumi entre el general Anastasio Somoza Debayle (Presidente de Nicaragua, por el Partido Liberal Nacionalista, PLN) y el doctor Fernando Agüero Rocha (por el Partido Conservador, PC) el 28 de marzo de 1971 en la Sala Mayor del Teatro Nacional Rubén Darío (TNRD) para que Somoza se reeligiera presidente en 1974. El PC se fraccionó en las fracciones que seguía a Agüero y la Acción Nacional Conservadora (ANC) de Pedro Joaquín Chamorro Cardenal y el 1 de mayo de 1972 Somoza le entregó el poder al triunvirato de la Junta Nacional de Gobierno integrado por Agüero por el PC y el doctor Alfonso Lovo Cordero y el general Roberto Martínez Lacayo; la junta era conocida popularmente como la pata de gallina.
Tras el terremoto de 6.2 grados en la escala Richter que destruyó la capital Managua el general Somoza ejerció de facto el poder tras la JNG como Jefe Director de la Guardia Nacional (GN). El 1 de marzo de 1973 renunció Agüero y el doctor Paguaga Irías fue nombrado en su lugar; tras entregarle el poder al general Somoza el 1 de diciembre de 1974 se convirtió en senador del Congreso Nacional junto con Lovo y el doctor Lorenzo Guerrero Gutiérrez (que siendo vicepresidente sucedió a René Schick Gutiérrez como Presidente de la República cuando éste murió el 3 de agosto de 1966).
En las elecciones de 1 de septiembre del mismo año Paguaga fue candidato por el PC perdiendo con 748,985 votos mientras que el general Somoza ganó con 815,758.